# Emma Dante
Emma Dante (ur. 6 kwietnia 1967 w Palermo) – włoska reżyserka i scenarzystka filmowa, dramatopisarka, reżyserka i aktorka teatralna.
Jej fabularny debiut Ulica w Palermo (2013) startował w konkursie głównym na 70. MFF w Wenecji, gdzie zdobył m.in. Puchar Volpiego dla najlepszej aktorki dla Eleny Cotty. Kolejny film Dante, Siostry Macaluso (2020), był adaptacją jej własnej sztuki teatralnej. Obraz miał swoją premierę w konkursie głównym na 77. MFF w Wenecji.